# Heliconius thielei
Heliconius thielei är en fjärilsart som beskrevs av Riffarth 1900. Heliconius thielei ingår i släktet Heliconius och familjen praktfjärilar. Inga underarter finns listade i Catalogue of Life.